# ديلنوزاخون كاتاخونوفا
'ديلنوزاخون كاتاخونوفا هي سياسية أوزبكية، تشغل منصب النائبة الأولى لمدير وكالة شؤون الشباب في جمهورية أوزبكستان منذ عام 2020.
سبق لها أن ترأست منظمة "كمالاك" للأطفال، وهي أكبر اتحاد لطلاب المدارس في البلاد (2018–2020).
في يونيو 2021، حصلت على وسام الدولة "دوستليك" (الصداقة) من رئيس جمهورية أوزبكستان.
وهي أيضًا حاصلة على درجة الدكتوراه في الفلسفة في العلوم السياسية (PhD).

## المسيرة المهنية
تخرجت عام 2014 بدرجة البكالوريوس من جامعة أوزبكستان الوطنية التي تحمل اسم ميرزو ألوغبيك.
وفي عام 2016، حصلت على درجة الماجستير من نفس الجامعة.
بين عامي 2014 و2016، عملت كأخصائية رائدة في قسم المشاريع الاجتماعية والقانونية في المجلس المركزي لحركة شباب "كامولوت".
وفي الفترة من 2016 إلى 2017، شغلت منصب الأخصائية الرئيسية في قسم تطوير العلاقات الدولية ودعم المنظمات غير الحكومية غير الربحية التابعة للجنة شؤون النساء في أوزبكستان.
في 5 يوليو 2017، تم انتخابها نائبة لرئيس المجلس المركزي لاتحاد شباب أوزبكستان خلال اجتماع المجلس الجمهوري لشؤون الشباب.
من 2018 إلى 2020، ترأست منظمة الأطفال "كمالاك".
ومنذ عام 2018، تعمل كباحثة مستقلة في أكاديمية الإدارة العامة التابعة لرئيس جمهورية أوزبكستان.
وفي مارس 2022، حصلت على شهادة الدكتوراه.
وفي 10 يوليو 2020، تم تعيينها نائبة لمدير وكالة شؤون الشباب حديثة التأسيس.
وفي 20 ديسمبر 2023، تم تعيينها النائبة الأولى لمدير وكالة شؤون الشباب.

## الجوائز
كانت من أوائل الحاصلين على جائزة الدولة زولفيا (Zulfiya State Prize).
في عام 2020، أُدرج اسمها ضمن قائمة أفضل 40 قائدًا واعدًا في المؤسسات الحكومية، وكذلك ضمن قائمة أفضل 35 امرأة في مجال الإدارة العامة.
وفي عام 2021، أُدرج اسمها ضمن قائمة أفضل 40 امرأة تعمل في هياكل الدولة والمؤسسات والمنظمات العامة الكبرى.
في نفس العام، حصلت على وسام "متميزة في الروح المعنوية" (Maʼnaviyat aʼlochisi) من الحرس الوطني الأوزبكي، ووسام "صداقة الشعوب" (Xalqlar do‘stligi) من لجنة العلاقات بين القوميات والروابط الودية مع الدول الأجنبية التابعة لحكومة أوزبكستان.
وفي 30 يونيو 2021، مُنحت وسام "دوستليك" من رئيس جمهورية أوزبكستان.